# Municipio de Delaware (condado de Northumberland)
El municipio de Delaware  (en inglés: Delaware Township) es un municipio ubicado en el condado de Northumberland en el estado estadounidense de Pensilvania. En el año 2000 tenía una población de 4.341 habitantes y una densidad poblacional de 55 personas por km².

## Geografía
El municipio de Delaware se encuentra ubicado en las coordenadas 41°08′00″N 76°52′35″O / 41.13333, -76.87639.

## Demografía
Según la Oficina del Censo en 2000 los ingresos medios por hogar en la localidad eran de $39,219 y los ingresos medios por familia eran $45,950. Los hombres tenían unos ingresos medios de $30,138 frente a los $21,417 para las mujeres. La renta per cápita para la localidad era de $17,442. Alrededor del 10,7% de la población estaban por debajo del umbral de pobreza.